# 윌리엄 드베인
윌리엄 드베인(William Devane, 1937년 9월 5일 ~ )은 미국의 배우이다.

## 출연 작품
- 스페이스 카우보이
- 할로우 맨